# Колю Ганчев (квартал на Стара Загора)
„Колю (Кольо) Ганчев“ е квартал в южната част на град Стара Загора, до индустриалната зона.
Местността е най-ниската по релеф в града. Надморската височина е около 170 – 175 m.
Жилищните сгради са предимно къщи, защото в миналото е бил село, носещо името Муратлии. Наименуван е на революционера Никола Ганчев.
До квартала се намират военно летище и гражданското летище Стара Загора, които са причина и за избягване на високоетажно строителство в квартала. Образованието в квартала е представено от ІІІ основно училище „Кольо Ганчев“ и Спортна гимназия „Тодор Каблешков“. Там се намира и стадионът „Трейс арена“ на футболния клуб „Верея“.
В квартала действат пазар за авточасти и множество търговски пунктове. Има конна база на полицията, на Тодоровден се организират конни състезания.
Свързан е с централната градска част чрез тролейбусни линии 2 и 26, автобусна линия 204.
В близост са разположени Техникумът по ветеринарна медицина и Центърът за рехабилитация и размножаване на редки видове.